# Zabrze
Zabrze (tysk: Hindenburg fra 1915 til 1945, schlesisk: Zobrze) er en by i det sydlige Polen med 156.935(2021) indbyggere. Zabrze ligger i voivodskabet Schlesien i det Øvreschlesiske Industriområde, beliggende omkring floderne Kłodnica (tysk Klodnitz) og Bytomka (tysk Beuthener Wasser).
I Zabrze er der mange historiske bygninger i byens centrum, størstedelen fra århundredeskiftet.
Sport :
Zabrzes sportsklubber:
- Górnik Zabrze
- Gwarek Zabrze
- Walka Zabrze
- Piast Pawłów
- Stal Zabrze
- Sparta Zabrze
- Gazobudowa Zabrze

Media :
Fjernsyn: 
- TV Zabrze

Aviser: 
- Dziennik Zachodni Tygodnik miejski
- Głos Zabrza i Rudy Śląskiej
- Nowiny Zabrzańskie
- Gazeta Miejska Gliwice Zabrze

## Personer fra Zabrze
- Tomasz Bandrowski - fodboldspiller
- Jerzy Gorgoń - fodboldspiller
- Fritz Laband - fodboldspiller
- Jan Riesenkampf - digter og forfatter
- Czesław Śpiewa - sanger og komponist
- Kristian Zimerman - klassiske pianist og dirigent. Vinderen af IX International Piano Competition. Frederic Chopin.
- Horst Eckert alias Janosch - forfatter

## Venskabsbyer
Zabrze er venskabsby med følgende:
| - Sangerhausen, Tyskland - Seclin, Frankrig - Lund, Sverige | - Sønderborg, Danmark - Zahlé, Libanon - Trnava, Slovakiet | - Opava, Tjekkiet - Kaliningrad, Rusland - Rivne, Ukraine |